# Партия Res Publica (Эстония)
Партия Res Publica (эст. erakond Res Publica) — консервативная политическая партия в Эстонии. Зарегистрирована в качестве партии 8 декабря 2001 года. Политическая организация Res Publica была основана в начале 1989 года и существовала в виде общества молодых консерваторов в течение 1990-х. Партия являлась коллективным членом Европейской Народной Партии.
Последним лидером партии до слияния с Исамаалийт являлся Таави Вескимяги, бывший министр финансов. Прежний председатель Юхан Партс был также премьер-министром (с 10 апреля 2003 по 23 марта 2005). Res Publica имела самую большую фракцию в Рийгикогу (эстонский парламент) созыва 2003 года — 28 мест из 101.
4 апреля 2006 года представители Res Publica и Исамаалийт (Союза Отечества) приняли решение о слиянии двух партий. Было решено, что результатом этого слияния, которое должно случиться после одобрения съездами обеих политических сил, станет новая партия, которая была названа «Союз Отечества и Res Publica» (эст. «Isamaa ja Res Publica Liit») (первоначально имя новой партии должно было быть «За Эстонию» (эст. Erakond Eesti Eest)). Партия была создана 4 июня 2006 года и зарегистрирована 15 октября.
Одним из членов партии Res Publica является топ-модель Кармен Касс.